# Fangen paa Zenda
Fangen paa Zenda er en britisk stumfilm fra 1915 af George Loane Tucker.

## Medvirkende
- Henry Ainley som Rudolf Rasendyll / Rudolf V
- Jane Gail som Flavia
- Gerald Ames
- Arthur Holmes-Gore som Michael
- Charles Rock som Sapt